# Martin Hanselmann
Martin Hanselmann (* 12. Mai 1963 in Rothenburg ob der Tauber) ist ein deutscher Footballtrainer.

## Laufbahn
Neben American Football (1982 bis 1993 Quarterback und Wide Receiver der Rothenburg Knights, den späteren Franken Knights) übte Hanselmann auch Leichtathletik (Sprint) aus.
Er arbeitete bei den Franken Knights (GFL und GFL 2) zwischen 1995 und 2004 als Cheftrainer. Hanselmann übernahm im Jahr 2000 zusätzlich das Amt des Chefbundestrainers der deutschen Nationalmannschaft und hatte diesen Posten bis 2006 inne. 2001 führte er Deutschland zum Gewinn der Europameisterschaft. Unter seiner Leitung wurde die Auswahl Dritter der Weltmeisterschaft 2003. Bei der EM 2005 gewann Deutschland unter Bundestrainer Hanselmann Silber und im selben Jahr Gold bei den World Games.
Im November 2007 trat Hanselmann das Cheftraineramt bei den Düsseldorf Panther an. 2010 führte er die Rheinländer in die GFL zurück und dort als Aufsteiger 2011 ins Halbfinale. Im November 2011 wechselte er zum Zweitligisten Nürnberg Rams. Ab 2013 bekleidete er das Cheftraineramt beim Erstligisten Cologne Falcons. 2014 zogen die Kölner ins Halbfinale der GFL ein und verbuchten damit den größten Erfolg der Vereinsgeschichte. Im März 2015 wurde die Mannschaft aus wirtschaftlichen Gründen aus der höchsten deutschen Spielklasse zurückgezogen.
2016 nahm er ein Angebot der Würzburg Panthers an und wurde dort Cheftrainer. In seinem ersten Amtsjahr gelang es Hanselmann, den Würzburgern zum Aufstieg von der Bayernliga in die Regionalliga zu verhelfen. Er beendete seine Trainertätigkeit in Würzburg im Anschluss an das Spieljahr 2019, unterstützte den Verein als stellvertretender Vorsitzender und Sportlicher Leiter aber weiterhin. Im Oktober 2019 wurde er als neuer Cheftrainer der Stuttgart Scorpions (GFL) vorgestellt. Nachdem eine Teilnahme der Scorpions an der European League of Football gescheitert war, übernahm Martin Hanselmann im April 2021 das Cheftraineramt bei der für die Liga neu gegründeten Mannschaft Stuttgart Surge. Nachdem die Surge bereits 2021 mit nur zwei Siegen aus zehn Spielen auf dem letzten Platz landete, gab Hanselmann im Juli 2022 nach sieben verlorenen Spielen in Folge sein Amt auf.
In der Saison 2023 wird Hanselmann Head Coach der Cologne Crocodiles in der GFL.
Hanselmanns Sohn Dominic wurde deutscher Footballnationalspieler.